# Liste der Biografien/Bruy
Liste der Biografien |
Portal Biografien |
Personensuche
# |
A |
B |
C |
D |
E |
F |
G |
H |
I |
J |
K |
L |
M |
N |
O |
P |
Q |
R |
S |
T |
U |
V |
W |
X |
Y |
Z |
?
 
Ba |
Be |
Bd |
Bg |
Bh |
Bi |
Bj |
Bl |
Bm |
Bn |
Bo |
Br |
Bs |
Bu |
Bw |
By |
Bz
 
Bra |
Brc |
Brd |
Bre |
Brg |
Bri |
Brj |
Brk |
Brl |
Brn |
Bro |
Brp–Brt |
Bru |
Brv |
Bry |
Brz
 
Brua |
Brub |
Bruc |
Brud |
Brue |
Bruf |
Brug |
Bruh |
Brui |
Bruj |
Bruk |
Brul |
Brum |
Brun |
Brup |
Brur |
Brus |
Brut |
Bruu |
Bruv |
Bruw |
Brux |
Bruy |
Bruz
Die Liste der Biografien führt alle Personen auf, die in der deutschsprachigen Wikipedia einen Artikel haben. Dieses ist eine Teilliste mit 43 Einträgen von Personen, deren Namen mit den Buchstaben „Bruy“ beginnt.

## Bruy
- Bruy, Wilhelm (* 1900), deutscher Jurist und Landrat

### Bruya
- Bruyas, Alfred (1821–1877), französischer Kunstsammler und Mäzen

### Bruyc
- Bruycker, Hermann de (1858–1950), deutscher Maler

### Bruye
- Bruyenne, Alfred (1892–1962), französischer Turner
- Bruyère, Barthélémy (1881–1950), französischer Autorennfahrer
- Bruyère, Bruno (* 1965), belgischer Radrennfahrer
- Bruyère, Cécile (1845–1909), französische Benediktinerin, Äbtissin und Klostergründerin
- Bruyere, Francesco (* 1980), italienischer Judoka
- Bruyère, Joseph (* 1948), belgischer Radrennfahrer
- Bruyère, Louis de la († 1796), preußischer Landrat
- Bruyères, Godefroy II. von, Baron von Karytaina

### Bruyl
- Bruylandt, Albert (1921–2014), belgischer Radrennfahrer
- Bruylandts, Dave (* 1976), belgischer Radrennfahrer

### Bruyn
- Bruyn III., Bartholomäus, deutscher Maler
- Bruyn Kops, Frans de (1886–1979), niederländischer Fußballspieler
- Bruyn, Abraham de (1538–1587), flämischer Maler und Kupferstecher
- Bruyn, Andrew DeWitt (1790–1838), US-amerikanischer Jurist und Politiker
- Bruyn, Anna Maria de, niederländische Tänzerin und Schauspielerin
- Bruyn, Arnt († 1577), deutscher Maler
- Bruyn, Bartholomäus der Ältere (1493–1555), deutscher Renaissancemaler und PorträtistBartholomäus Bruyn der Ältere (1493–1555)

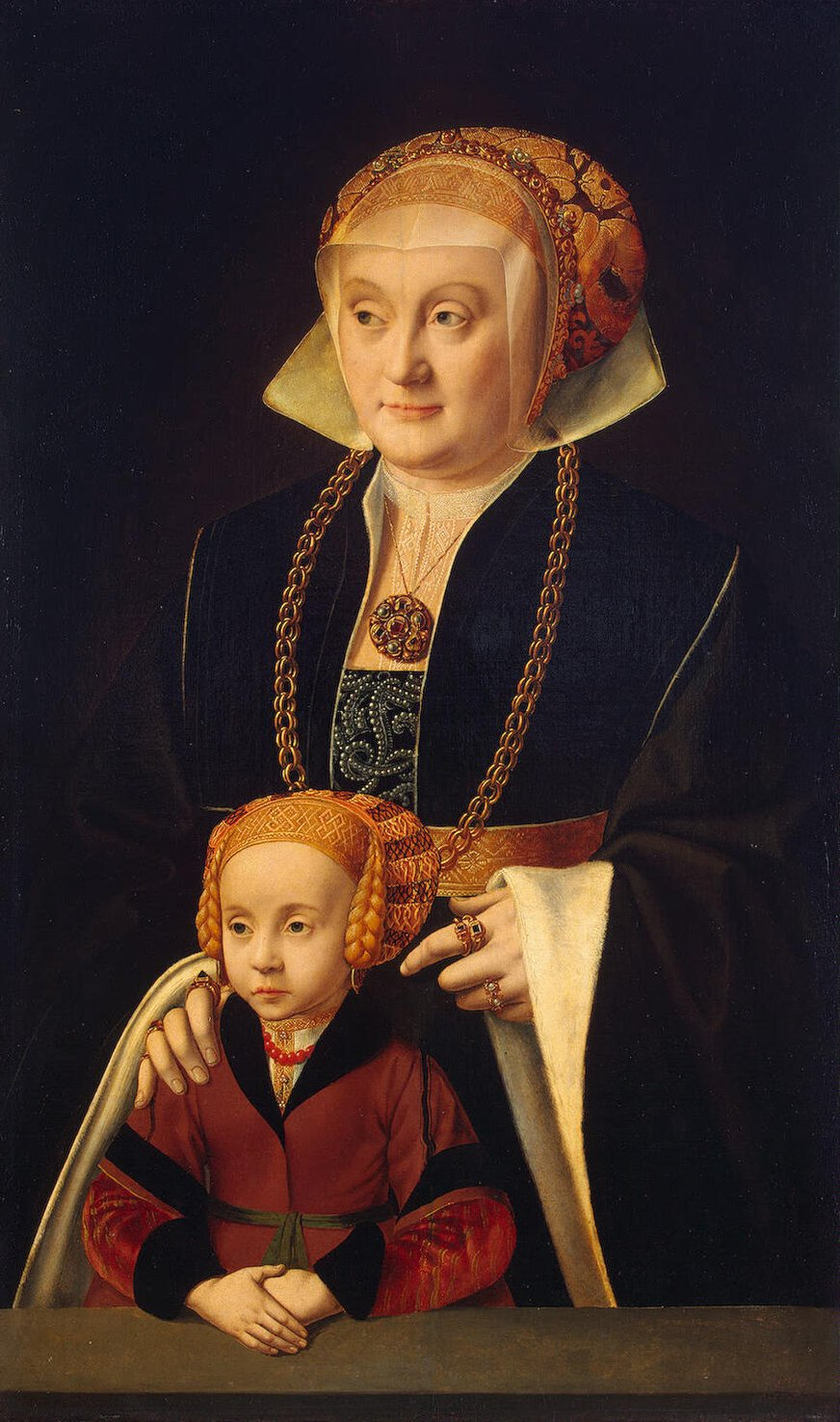
Bartholomäus Bruyn der Ältere (1493–1555)

- Bruyn, Bartholomäus der Jüngere, deutscher Porträtmaler der Renaissance
- Bruyn, Cornelis Adriaan Lobry van Troostenburg de (1857–1904), niederländischer Chemiker
- Bruyn, Cornelis de (* 1652), niederländischer Reisender, Maler und Buchautor
- Bruyn, Gerd de (* 1954), deutscher Architekturtheoretiker
- Bruyn, Günter de (1926–2020), deutscher Schriftsteller
- Bruyn, Johann von († 1799), königlich-dänischer Major, Landvermesser, Oberlandinspektor und Landreformer
- Bruyn, Johanna, niederländische Malerin und Geschäftsfrau
- Bruyn, Josua (1923–2011), niederländischer Kunsthistoriker
- Bruyn, Katharina de (1940–1993), bayerische Volksschauspielerin
- Bruyn, Maria Elisabeth de (* 1752), niederländische Schauspielerin, Tänzerin, Sängerin und Theaterunternehmerin
- Bruyn, Paul de (1880–1966), deutscher Fabrikant und Motorsportfunktionär
- Bruyn, Paul de (1907–1997), deutscher Marathonläufer
- Bruyn, Sophia Williams-De (* 1938), südafrikanische Anti-Apartheid-Aktivistin
- Bruyn, Wolfgang de (* 1951), deutscher Schriftsteller
- Bruyn-Ouboter, Hans Joachim de (1947–2016), deutscher Heimatforscher
- Bruyneel, Johan (* 1964), belgischer Radrennfahrer und TeammanagerJohan Bruyneel (* 1964)

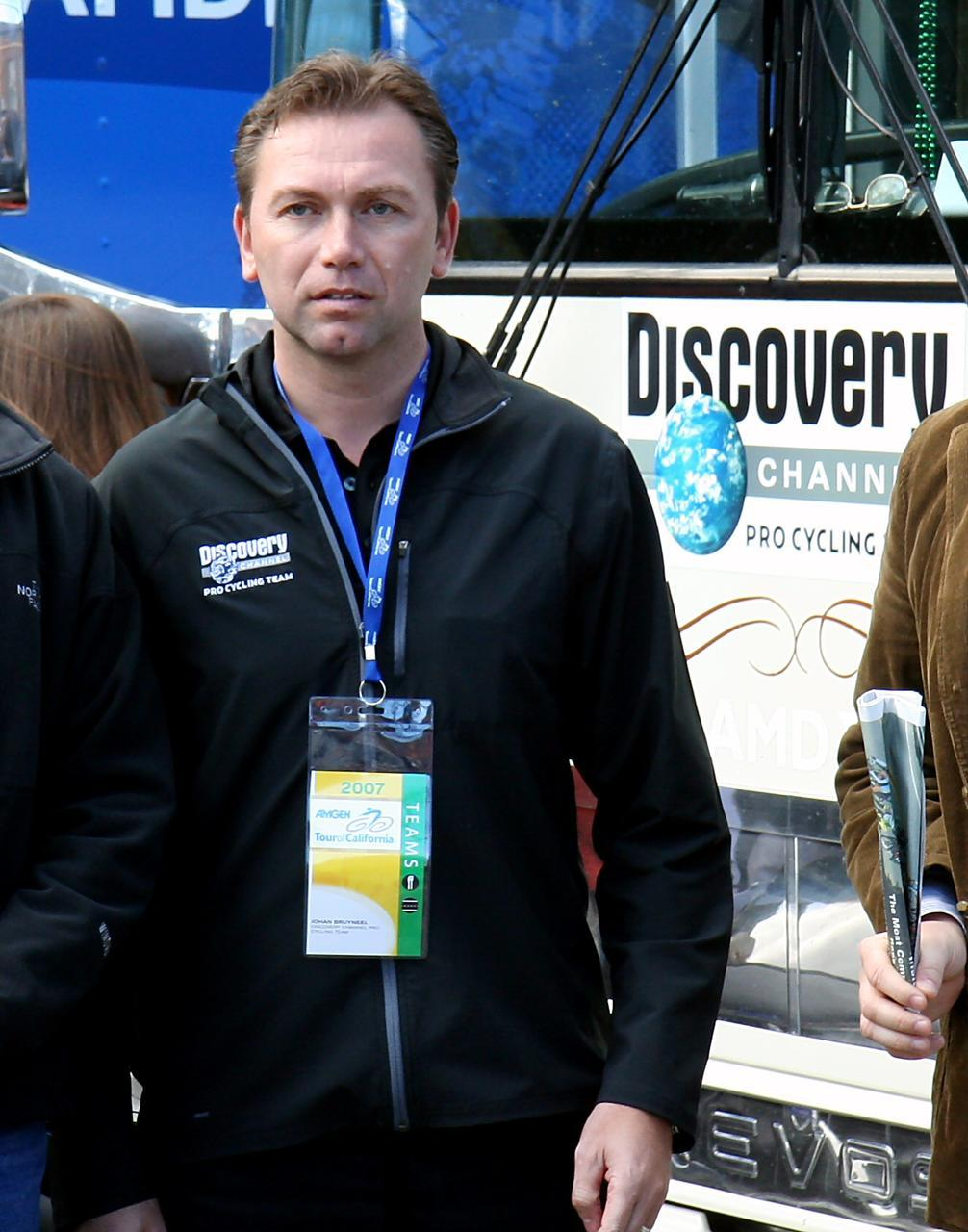
Johan Bruyneel (* 1964)

- Bruynen, Rob (* 1961), niederländischer Jazzmusiker (Trompete, Flügelhorn, Komposition)
- Bruyninckx, Walter (* 1932), belgischer Jazz-Diskograph
- Bruynoghe, Yannick (1924–1984), belgischer Jazzmusiker, Kritiker, Fernseh- und Hörfunkjournalist
- Bruynooghe, Noel (* 1971), belgischer Poolbillardspieler
- Bruyns, Peter Vincent (* 1957), südafrikanischer Mathematiker und Botaniker
- Bruynseels, Frédéric (1888–1959), belgischer Segler

### Bruys
- Bruys, François (1708–1738), französischer Papsthistoriker und Schriftsteller